# Suffield (Connecticut)
Suffield es un pueblo ubicado en el condado de Hartford en el estado estadounidense de Connecticut. En el año 2005 tenía una población de 14.704 habitantes y una densidad poblacional de 135 personas por km².

## Geografía
Suffield se encuentra ubicada en las coordenadas 41°59′00″N 72°41′28″O / 41.98333, -72.69111.

## Demografía
Según la Oficina del Censo en 2000 los ingresos medios por hogar en la localidad eran de $66,698, y los ingresos medios por familia eran $79,189. Los hombres tenían unos ingresos medios de $52,096 frente a los $35,188 para las mujeres. La renta per cápita para la localidad era de $28,171. Alrededor del 3.6% de la población estaban por debajo del umbral de pobreza.